# Lijst van Vlaamse politici
Hieronder staat een lijst van Vlaamse politici per provincie:

## Antwerpen
- Meyrem Almaci, Groen
- Gerolf Annemans, VB
- Frank Boogaerts, N-VA
- Ludwig Caluwé, CD&V
- Vera Celis, N-VA
- Alexandra Colen, VB
- Rita De Bont, VB
- Dirk de Kort, CD&V
- Annick De Ridder, N-VA
- Minneke De Ridder, N-VA
- Bart De Wever, N-VA
- Sophie De Wit, N-VA
- Kathleen Deckx, sp.a
- Zuhal Demir, N-VA
- Maya Detiège, sp.a
- Filip Dewinter, VB
- Marijke Dillen, VB
- Caroline Gennez, Vooruit
- Kathleen Helsen, CD&V
- Marc Hendrickx, N-VA
- Liesbeth Homans, N-VA
- Jan Jambon, N-VA
- Patrick Janssens, sp.a
- Ward Kennes, CD&V
- Nahima Lanjri, CD&V
- Bart Martens, sp.a
- Philippe Muyters, N-VA
- Dirk Peeters, Groen
- Kris Peeters, CD&V
- Jan Penris, VB
- Freya Piryns, Groen
- Tinne Rombouts, CD&V
- Willem-Frederik Schiltz, Open Vld
- Katrien Schryvers, CD&V
- Luc Sevenhans, N-VA
- Griet Smaers, CD&V
- Bart Somers, Open Vld
- Marianne Thyssen, CD&V
- Rik Torfs, CD&V
- Güler Turan, sp.a
- Annemie Turtelboom, Open Vld
- Bruno Valkeniers, VB
- Kathleen Van Brempt, Vooruit
- Jef Van den Bergh, CD&V
- Anke Van dermeersch, VB
- Kris Van Dijck, N-VA
- Jan Van Esbroeck, N-VA
- Dirk Van Mechelen, Open Vld
- Reinilde Van Moer, N-VA
- Flor Van Noppen, N-VA
- Els Van Weert, SLP
- Servais Verherstraeten, CD&V
- Goedele Vermeiren, N-VA
- Jurgen Verstrepen, LDD
- Inge Vervotte, CD&V
- Mieke Vogels, Groen
- Kristof Waterschoot, CD&V
- Jos Wijninckx, sp.a
- Bert Wollants, N-VA

## Brussels Hoofdstedelijk Gewest
- Fouad Ahidar, sp.a
- Els Ampe, Open Vld
- Bert Anciaux, Vooruit
- René Coppens, Open Vld
- Brigitte De Pauw, CD&V
- Carla Dejonghe, Open Vld
- Paul Delva, CD&V
- Sven Gatz, Open Vld
- Brigitte Grouwels, CD&V
- Yamila Idrissi, sp.a
- Dominiek Lootens-Stael, VB
- Herman Mennekens, Open Vld
- Annemie Neyts, Open Vld
- Pascal Smet, Vooruit
- Elke Van den Brandt, Groen
- Steven Vanackere, CD&V
- Walter Vandenbossche, CD&V
- Luckas Vander Taelen, Groen
- Guy Vanhengel, Open Vld
- Jean-Luc Vanraes, Open Vld

## Limburg
- Wouter Beke, CD&V
- Ivo Belet, CD&V
- Frieda Brepoels, N-VA
- Lode Ceyssens, CD&V
- Sonja Claes, CD&V
- Patrick Dewael, Open Vld
- Karolien Grosemans, N-VA
- Veerle Heeren, CD&V
- Lies Jans, N-VA
- Vera Jans, CD&V
- Marino Keulen, Open Vld
- Meryame Kitir, Vooruit
- Ingrid Lieten, sp.a
- Peter Luykx, N-VA
- Chokri Mahassine, sp.a
- Jan Peumans, N-VA
- Els Robeyns, Vooruit
- Ludo Sannen, sp.a
- Johan Sauwens, CD&V
- Bert Schoofs, VB
- Raf Terwingen, CD&V
- Peter Vanvelthoven, sp.a
- Joris Vandenbroucke, Vooruit
- Steven Vandeput, N-VA
- Jo Vandeurzen, CD&V
- Lode Vereeck, LDD
- Veerle Wouters, N-VA
- Jan Dalemans, Open VLD

## Oost-Vlaanderen
- Filip Anthuenis, Open Vld
- Robrecht Bothuyne, CD&V
- Boudewijn Bouckaert, LDD
- Siegfried Bracke, N-VA
- Philip Claeys, VB
- Robby De Caluwé, Open Vld
- Mathias De Clercq, Open Vld
- Pieter De Crem, CD&V
- Alexander De Croo, Open Vld
- Herman De Croo, Open Vld
- Jean-Jacques De Gucht, Open Vld
- Guy D'haeseleer, VB
- Kurt De Loor, sp.a
- Ingeborg De Meulemeester, N-VA
- Marnic De Meulemeester, Open Vld
- Jos De Meyer, CD&V
- Patricia De Waele, LDD
- Peter Dedecker, N-VA
- Lieven Dehandschutter, N-VA
- Matthias Diependaele, N-VA
- Leen Dierick, CD&V
- Cindy Franssen, CD&V
- Fientje Moerman, Open Vld
- Fatma Pehlivan, sp.a
- Jan Roegiers, sp.a
- Joke Schauvliege, CD&V
- Elke Sleurs, N-VA
- Sarah Smeyers, N-VA
- Helga Stevens, N-VA
- Valerie Taeldeman, CD&V
- Martine Taelman, Open Vld
- Marleen Temmerman, sp.a
- Bruno Tuybens, sp.a
- Karel Uyttersprot, N-VA
- Freya Van Den Bossche, sp.a
- Dirk Van der Maelen, sp.a
- Miranda Van Eetvelde, N-VA
- Stefaan Van Hecke, Groen!
- Bart Van Malderen, sp.a
- Karim Van Overmeire, N-VA
- Sas Van Rouveroij, Open Vld
- Carina Van Tittelboom-Van Cauter, Open Vld
- Veli Yüksel, CD&V

## Vlaams-Brabant
- Sonja Becq, CD&V
- Jos Bex, Groen
- Stijn Bex, Groen
- Eva Brems, Groen
- Karin Brouwers, CD&V
- Hans Bonte, Vooruit
- Jurgen Ceder, VB
- Patricia Ceysens, Open Vld
- Dirk Claes, CD&V
- Rik Daems, Open Vld
- Maggie De Block, Open Vld
- Piet De Bruyn, N-VA
- Irina De Knop, Open Vld
- Filip De Man, VB
- Mia De Vits, sp.a
- Carl Devlies, CD&V
- Gwenny De Vroe, Open Vld
- Else De Wachter, sp.a
- Jean-Luc Dehaene, CD&V
- Tom Dehaene, CD&V
- Mark Demesmaeker, N-VA
- Els Demol, N-VA
- Tine Eerlingen, N-VA
- Saïd El Khadraoui, sp.a
- Theo Francken, N-VA
- Hagen Goyvaerts, VB
- Bart Laeremans, VB
- Marcel Logist, sp.a
- Lieve Maes, N-VA
- Danny Pieters, N-VA
- Gwendolyn Rutten, Open Vld
- Hermes Sanctorum, Groen
- Etienne Schouppe, CD&V
- Herman Schueremans, Open Vld
- Willy Segers, N-VA
- Nadia Sminate, N-VA
- Dirk Sterckx, Open Vld
- Bruno Tobback, Vooruit
- Christian Van Eyken, UF
- Joris Van Hauthem, VB
- Eric Van Rompuy, CD&V
- Kristien Van Vaerenbergh, N-VA
- Frank Vandenbroucke, Vooruit
- Ben Weyts, N-VA

## West-Vlaanderen
- Manu Beuselinck, N-VA
- Hendrik Bogaert, CD&V
- Geert Bourgeois, N-VA
- Karlos Callens, Open Vld
- Bart Caron, Groen
- Hilde Crevits, CD&V
- Griet Coppé, CD&V
- John Crombez, sp.a
- Sabine de Bethune, CD&V
- Stefaan De Clerck, CD&V
- Philippe De Coene, Vooruit
- Wouter De Vriendt, Groen
- Carl Decaluwe, CD&V
- Jean-Marie Dedecker, LDD
- Koenraad Degroote, N-VA
- Daphné Dumery, N-VA
- Martine Fournier, CD&V
- Michèle Hostekint, sp.a
- Louis Ide, N-VA
- Geert Lambert, Groen!
- Renaat Landuyt, sp.a
- Yves Leterme, CD&V
- Bert Maertens, N-VA
- Nathalie Muylle, CD&V
- Sabine Poleyn, CD&V
- Ivan Sabbe, LDD
- Bart Staes, Groen
- Bart Tommelein, Open Vld
- Vincent Van Quickenborne, Open Vld
- Wilfried Vandaele, N-VA
- Johan Vande Lanotte, sp.a
- Frank Vanhecke, VB
- Myriam Vanlerberghe, sp.a
- Mercedes Van Volcem, Open Vld
- Jan Verfaillie, CD&V
- Johan Verstreken, CD&V
- Ulla Werbrouck, LDD